# Consiglio dei Consulenti Economici
Il Consiglio dei Consulenti Economici (Council of Economic Advisers in inglese) è un ente formato da tre economisti, che consiglia il Presidente degli Stati Uniti sulla politica economica. Il Consiglio fa parte dell'Ufficio esecutivo del Presidente e provvede a gran parte della politica economica della Casa Bianca. Il Consiglio prepara la relazione economica annuale del presidente.

## Struttura
Il Consiglio è formato da tre componenti nominati dal presidente e confermati dal Senato degli Stati Uniti. Il personale del Consiglio comprende circa 20 economisti accademici, oltre a tre esperti di statistica economica.
Al vertice del Consiglio vi è un Direttore (Chair), scelto fra i suoi tre componenti, che fa parte del Gabinetto del Presidente.
Su decisione del nuovo Presidente Donald Trump, dal 12 marzo 2025 l'incarico di Direttore è passato a Stephen Miran.

## Storia
Il Consiglio fu istituito con l'Employement Act del 1946, con l'obiettivo di fornire al Presidente degli Stati Uniti attività di analisi economica e consulenza su temi e scelte in materia di sviluppo e implementazione ad ampio raggio di politiche economiche interne e internazionali.
Durante la recessione del 1953-54, il Consiglio, guidato da Arthur F. Burns si schierò a favore di interventi di politica economica neo-keynesiani e non tradizionali, che procurarono sorprendenti risultati durante la seconda metà degli anni cinquanta, in seguito ricordati come steady fifties (gli stabili cinquanta), in cui molte famiglie poterono annoverarsi nella "classe media" pur essendo sostenute da un solo salario, per la prima volta nella storia americana e cosa oggi molto rara.
Nel 1978 l'Humphrey-Hawkins Act impose ad ogni amministrazione di raggiungere la piena occupazione e una ragionevole stabilità dei prezzi nell'ambito di un periodo di tempo specifico. Ciò ha fatto diventare altamente politica la natura del rapporto economico annuale del Consiglio, così come altamente inaffidabili e inaccurati i suoi assunti nel medio periodo.

## Direttori
| Immagine | Nome                       | Inizio                                                           | Termine          | Presidente                 | Presidente                    |
| -------- | -------------------------- | ---------------------------------------------------------------- | ---------------- | -------------------------- | ----------------------------- |
|          | Edwin Nourse               | 9 agosto 1946                                                    | 1º novembre 1949 |                            | Harry Truman (1945–1953)      |
|          | Leon Keyserling            | 2 novembre 1949 Ad interim dal 2 novembre 1949 al 10 maggio 1950 | 20 gennaio 1953  |                            | Harry Truman (1945–1953)      |
|          | Arthur Burns               | 19 marzo 1953                                                    | 1º dicembre 1956 |                            | Dwight Eisenhower (1953–1961) |
|          | Raymond Saulnier           | 3 dicembre 1956                                                  | 20 gennaio 1961  |                            | Dwight Eisenhower (1953–1961) |
|          | Walter Heller              | 29 gennaio 1961                                                  | 15 novembre 1964 |                            | John F. Kennedy (1961–1963)   |
|          | Walter Heller              | 29 gennaio 1961                                                  | 15 novembre 1964 | Lyndon Johnson (1963–1969) |                               |
|          | Gardner Ackley             | 16 novembre 1964                                                 | 15 febbraio 1968 |                            |                               |
|          | Arthur Okun                | 15 febbraio 1968                                                 | 20 gennaio 1969  |                            |                               |
|          | Paul McCracken             | 4 febbraio 1969                                                  | 31 dicembre 1971 |                            | Richard Nixon (1969–1974)     |
|          | Herbert Stein              | 1º gennaio 1972                                                  | 31 agosto 1974   |                            | Richard Nixon (1969–1974)     |
|          | Alan Greenspan             | 4 settembre 1974                                                 | 20 gennaio 1977  |                            | Gerald Ford (1974–1977)       |
|          | Charles Schultze           | 22 gennaio 1977                                                  | 20 gennaio 1981  |                            | Jimmy Carter (1977–1981)      |
|          | Murray Weidenbaum          | 27 febbraio 1981                                                 | 25 agosto 1982   |                            | Ronald Reagan (1981–1989)     |
|          | Martin Feldstein           | 14 ottobre 1982                                                  | 10 luglio 1984   |                            | Ronald Reagan (1981–1989)     |
|          | Beryl Sprinkel             | 18 aprile 1985                                                   | 20 gennaio 1989  |                            | Ronald Reagan (1981–1989)     |
|          | Michael Boskin             | 2 febbraio 1989                                                  | 20 gennaio 1993  |                            | George H. W. Bush (1989–1993) |
|          | Laura Tyson                | 5 febbraio 1993                                                  | 22 aprile 1995   |                            | Bill Clinton (1993–2001)      |
|          | Joseph Stiglitz            | 28 giugno 1995                                                   | 10 febbraio 1997 |                            | Bill Clinton (1993–2001)      |
|          | Janet Yellen               | 18 febbraio 1997                                                 | 3 agosto 1999    |                            | Bill Clinton (1993–2001)      |
|          | Martin Baily               | 12 agosto 1999                                                   | 20 gennaio 2001  |                            | Bill Clinton (1993–2001)      |
|          | Glenn Hubbard              | 11 maggio 2001                                                   | 28 febbraio 2003 |                            | George W. Bush (2001–2009)    |
|          | Greg Mankiw                | 29 maggio 2003                                                   | 18 febbraio 2005 |                            | George W. Bush (2001–2009)    |
|          | Harvey Rosen               | 23 febbraio 2005                                                 | 10 giugno 2005   |                            | George W. Bush (2001–2009)    |
|          | Ben Bernanke               | 21 giugno 2005                                                   | 31 gennaio 2006  |                            | George W. Bush (2001–2009)    |
|          | Edward Lazear              | 27 febbraio 2006                                                 | 20 gennaio 2009  |                            | George W. Bush (2001–2009)    |
|          | Christina Romer            | 29 gennaio 2009                                                  | 3 settembre 2010 |                            | Barack Obama (2009–2017)      |
|          | Austan Goolsbee            | 10 settembre 2010                                                | 5 agosto 2011    |                            | Barack Obama (2009–2017)      |
|          | Alan Krueger               | 7 novembre 2011                                                  | 2 agosto 2013    |                            | Barack Obama (2009–2017)      |
|          | Jason Furman               | 2 agosto 2013                                                    | 20 gennaio 2017  |                            | Barack Obama (2009–2017)      |
|          | Kevin Hassett              | 13 settembre 2017                                                | 28 giugno 2019   |                            | Donald Trump (2017–2021)      |
|          | Tomas Philipson Ad interim | 28 giugno 2019                                                   | 23 giugno 2020   |                            | Donald Trump (2017–2021)      |
|          | Tyler Goodspeed Ad interim | 23 giugno 2020                                                   | 7 gennaio 2021   |                            | Donald Trump (2017–2021)      |
|          | Cecilia Rouse              | 12 marzo 2021                                                    | 31 marzo 2023    |                            | Joe Biden (2021–2025)         |
|          | Jared Bernstein            | 10 luglio 2023                                                   | 20 gennaio 2025  |                            | Joe Biden (2021–2025)         |
|          | Stephen Miran              | 13 marzo 2025                                                    | in carica        |                            | Donald Trump (2025–)          |